# Mexikanische Badmintonmeisterschaft 1965
Die Mexikanische Badmintonmeisterschaft 1965 fand in Mexiko-Stadt statt. Es war die 19. Auflage der nationalen Titelkämpfe von Mexiko im Badminton.

## Titelträger
| Disziplin    | Sieger                           |
| ------------ | -------------------------------- |
| Herreneinzel | Sergio Fraustro                  |
| Dameneinzel  | Carolina Allier                  |
| Herrendoppel | Antonio Rangel Raúl Rangel       |
| Damendoppel  | Carolina Allier Ernestina Rivera |
| Mixed        | Antonio Rangel Carolina Allier   |

Anmerkungen
1. ↑  Mexikanischer Verband und IBF-Handbuch listen unterschiedliche Sieger im Herreneinzel und im Herrendoppel. Der Verband listet im Einzel Sergio Fraustro, das Handbuch Antonio Rangel, welcher laut Verband nur Vizemeister wurde. Im Doppel werden Salvador Peniche und Guillermo Allier im Handbuch gelistet.